# Salessowo (Region Altai)
Salessowo (russisch Зале́сово) ist ein Dorf (selo) in der Region Altai (Russland) mit 7290 Einwohnern (Stand 14. Oktober 2010).

## Geographie
Der Ort liegt knapp 100 km Luftlinie nordöstlich des Regionsverwaltungszentrums Barnaul an der Kamenka wenig oberhalb ihrer Mündung in den Tschumysch.
Salessowo ist Verwaltungssitz des Rajons Salessowski sowie Sitz der Landgemeinde Salessowski selsowet, zu der neben dem Dorf Salessowo noch die Siedlung Murawei gehört.

## Geschichte
Das Dorf wurde 1751 von Altorthodoxen gegründet. 1924 wurde Salessowo Zentrum eines Rajons.

### Bevölkerungsentwicklung
| Jahr | Einwohner |
| ---- | --------- |
| 1939 | 5091      |
| 1959 | 5943      |
| 1970 | 5988      |
| 1979 | 7568      |
| 1989 | 8203      |
| 2002 | 7999      |
| 2010 | 7290      |

Anmerkung: Volkszählungsdaten

## Verkehr
Nördlich an Salessowo führt die Fernstraße Altai-Kusbass vorbei, Teil der kürzesten Verbindung zwischen Barnaul und dem benachbarten Oblastverwaltungszentrum Kemerowo. Bei Salessowo zweigt von dieser die Regionalstraße R367 ab, die durch den Nordostteil der Region Altai über die Rajonzentren Sarinsk, Kytmanowo und Togul nach Martynowo an der R366 Bijsk – Nowokusnezk führt.